# David L. Blank
David L. Blank (* 27. Juli 1953) ist ein US-amerikanischer Klassischer Philologe und Philosophiehistoriker auf dem Gebiet der antiken Philosophie.
Nach einer Ausbildung in Classics lehrt und forscht er als Professor an der University of California, Los Angeles. Seine Forschungsschwerpunkte sind die philosophischen Grundlagen der antiken Sprachwissenschaft, der Aristoteles-Kommentator Ammonios und die epikureischen Papyri aus der Villa dei Papiri von Herculaneum, insbesondere solche von Philodem und dessen Rhetorik.

## Schriften (Auswahl)
- (Übers.): Ammonius: On Aristotle On Interpretation 1–8. 2. Auflage, Bloomsbury, London 2014, ISBN 978-1-4725-5844-2.
- Ammonius Hermeiou and his school. In: Lloyd P. Gerson (Hrsg.): The Cambridge History of Philosophy in Late Antiquity, Bd. 2, Cambridge 2010, S. 654–666.
- The Life of Antiochus of Ascalon in Philodemus’ History of the Academy and a Tale of Two Letters. In: Zeitschrift für Papyrologie und Epigraphik 162, 2007, S. 87–93.
- (Übers.): Ammonius: On Aristotle On Interpretation 9. Duckworth, London 1998, ISBN 0-7156-2691-4.
- Sextus Empiricus, Against the Grammarians (Adversus Mathematicos I). Translated with an Introduction and Commentary. Clarendon Press, Oxford 1998.
- Ancient Philosophy and Grammar. The Syntax of Apollonius Dyscolus (American Philological Association: American Classical Studies, 10.) Scholars Press, Chico, California 1982.